# Danh sách tiểu hành tinh: 22901–23000
| Tên                    | Tên đầu tiên | Ngày phát hiện       | Nơi phát hiện                      | Người phát hiện        |
| ---------------------- | ------------ | -------------------- | ---------------------------------- | ---------------------- |
| 22901 Ivanbella        | 1999 TY15    | 12 tháng 10 năm 1999 | Ondřejov                           | P. Kušnirák, P. Pravec |
| 22902 -                | 1999 TH17    | 15 tháng 10 năm 1999 | Đài thiên văn Zvjezdarnica Višnjan | K. Korlević            |
| 22903 -                | 1999 TU18    | 14 tháng 10 năm 1999 | Monte Agliale                      | S. Donati              |
| 22904 -                | 1999 TL19    | 9 tháng 10 năm 1999  | Uto                                | F. Uto                 |
| 22905 Liciniotoso      | 1999 TO19    | 14 tháng 10 năm 1999 | Farra d'Isonzo                     | Farra d'Isonzo         |
| 22906 Lisauckis        | 1999 TQ25    | 3 tháng 10 năm 1999  | Socorro                            | LINEAR                 |
| 22907 van Voorthuijsen | 1999 TL26    | 3 tháng 10 năm 1999  | Socorro                            | LINEAR                 |
| 22908 Bayefsky-Anand   | 1999 TK27    | 3 tháng 10 năm 1999  | Socorro                            | LINEAR                 |
| 22909 Gongmyunglee     | 1999 TJ28    | 4 tháng 10 năm 1999  | Socorro                            | LINEAR                 |
| 22910 Ruiwang          | 1999 TM30    | 4 tháng 10 năm 1999  | Socorro                            | LINEAR                 |
| 22911 Johnpardon       | 1999 TX30    | 4 tháng 10 năm 1999  | Socorro                            | LINEAR                 |
| 22912 Noraxu           | 1999 TF31    | 4 tháng 10 năm 1999  | Socorro                            | LINEAR                 |
| 22913 Brockman         | 1999 TO32    | 4 tháng 10 năm 1999  | Socorro                            | LINEAR                 |
| 22914 -                | 1999 TU36    | 13 tháng 10 năm 1999 | Anderson Mesa                      | LONEOS                 |
| 22915 -                | 1999 TA40    | 3 tháng 10 năm 1999  | Catalina                           | CSS                    |
| 22916 -                | 1999 TX40    | 5 tháng 10 năm 1999  | Catalina                           | CSS                    |
| 22917 -                | 1999 TA77    | 10 tháng 10 năm 1999 | Kitt Peak                          | Spacewatch             |
| 22918 -                | 1999 TZ80    | 11 tháng 10 năm 1999 | Kitt Peak                          | Spacewatch             |
| 22919 Shuwan           | 1999 TR91    | 2 tháng 10 năm 1999  | Socorro                            | LINEAR                 |
| 22920 Kaitduncan       | 1999 TF94    | 2 tháng 10 năm 1999  | Socorro                            | LINEAR                 |
| 22921 Siyuanliu        | 1999 TG95    | 2 tháng 10 năm 1999  | Socorro                            | LINEAR                 |
| 22922 Sophiecai        | 1999 TF97    | 2 tháng 10 năm 1999  | Socorro                            | LINEAR                 |
| 22923 Kathrynblair     | 1999 TM97    | 2 tháng 10 năm 1999  | Socorro                            | LINEAR                 |
| 22924 Deshpande        | 1999 TH101   | 2 tháng 10 năm 1999  | Socorro                            | LINEAR                 |
| 22925 -                | 1999 TH104   | 3 tháng 10 năm 1999  | Socorro                            | LINEAR                 |
| 22926 -                | 1999 TK106   | 4 tháng 10 năm 1999  | Socorro                            | LINEAR                 |
| 22927 Blewett          | 1999 TW110   | 4 tháng 10 năm 1999  | Socorro                            | LINEAR                 |
| 22928 Templehe         | 1999 TS111   | 15 tháng 10 năm 1999 | Socorro                            | LINEAR                 |
| 22929 Seanwahl         | 1999 TL126   | 4 tháng 10 năm 1999  | Socorro                            | LINEAR                 |
| 22930 -                | 1999 TN128   | 5 tháng 10 năm 1999  | Socorro                            | LINEAR                 |
| 22931 -                | 1999 TB132   | 6 tháng 10 năm 1999  | Socorro                            | LINEAR                 |
| 22932 Orenbrecher      | 1999 TU136   | 6 tháng 10 năm 1999  | Socorro                            | LINEAR                 |
| 22933 Mareverett       | 1999 TZ141   | 7 tháng 10 năm 1999  | Socorro                            | LINEAR                 |
| 22934 -                | 1999 TN155   | 7 tháng 10 năm 1999  | Socorro                            | LINEAR                 |
| 22935 -                | 1999 TO155   | 7 tháng 10 năm 1999  | Socorro                            | LINEAR                 |
| 22936 Ricmccutchen     | 1999 TR172   | 10 tháng 10 năm 1999 | Socorro                            | LINEAR                 |
| 22937 Nataliavella     | 1999 TZ172   | 10 tháng 10 năm 1999 | Socorro                            | LINEAR                 |
| 22938 Brilawrence      | 1999 TS173   | 10 tháng 10 năm 1999 | Socorro                            | LINEAR                 |
| 22939 Handlin          | 1999 TU173   | 10 tháng 10 năm 1999 | Socorro                            | LINEAR                 |
| 22940 Chyan            | 1999 TF178   | 10 tháng 10 năm 1999 | Socorro                            | LINEAR                 |
| 22941 -                | 1999 TG194   | 12 tháng 10 năm 1999 | Socorro                            | LINEAR                 |
| 22942 Alexacourtis     | 1999 TZ205   | 13 tháng 10 năm 1999 | Socorro                            | LINEAR                 |
| 22943 -                | 1999 TV209   | 14 tháng 10 năm 1999 | Socorro                            | LINEAR                 |
| 22944 Sarahmarzen      | 1999 TB216   | 15 tháng 10 năm 1999 | Socorro                            | LINEAR                 |
| 22945 Schikowski       | 1999 TY216   | 15 tháng 10 năm 1999 | Socorro                            | LINEAR                 |
| 22946 -                | 1999 TH218   | 15 tháng 10 năm 1999 | Socorro                            | LINEAR                 |
| 22947 Carolsuh         | 1999 TW218   | 15 tháng 10 năm 1999 | Socorro                            | LINEAR                 |
| 22948 -                | 1999 TR222   | 2 tháng 10 năm 1999  | Anderson Mesa                      | LONEOS                 |
| 22949 -                | 1999 TH238   | 4 tháng 10 năm 1999  | Catalina                           | CSS                    |
| 22950 -                | 1999 TO241   | 4 tháng 10 năm 1999  | Catalina                           | CSS                    |
| 22951 -                | 1999 TA243   | 4 tháng 10 năm 1999  | Anderson Mesa                      | LONEOS                 |
| 22952 -                | 1999 TF243   | 5 tháng 10 năm 1999  | Anderson Mesa                      | LONEOS                 |
| 22953 -                | 1999 TW245   | 7 tháng 10 năm 1999  | Catalina                           | CSS                    |
| 22954 -                | 1999 TU248   | 8 tháng 10 năm 1999  | Catalina                           | CSS                    |
| 22955 -                | 1999 TH251   | 7 tháng 10 năm 1999  | Catalina                           | CSS                    |
| 22956 -                | 1999 TK253   | 9 tháng 10 năm 1999  | Socorro                            | LINEAR                 |
| 22957 Vaintrob         | 1999 TR270   | 3 tháng 10 năm 1999  | Socorro                            | LINEAR                 |
| 22958 Rohatgi          | 1999 TC288   | 10 tháng 10 năm 1999 | Socorro                            | LINEAR                 |
| 22959 -                | 1999 UY1     | 16 tháng 10 năm 1999 | Fountain Hills                     | C. W. Juels            |
| 22960 -                | 1999 UE4     | 27 tháng 10 năm 1999 | Đài thiên văn Zvjezdarnica Višnjan | K. Korlević            |
| 22961 -                | 1999 UM14    | 29 tháng 10 năm 1999 | Catalina                           | CSS                    |
| 22962 -                | 1999 UH15    | 29 tháng 10 năm 1999 | Catalina                           | CSS                    |
| 22963 -                | 1999 UN24    | 28 tháng 10 năm 1999 | Catalina                           | CSS                    |
| 22964 -                | 1999 UV28    | 31 tháng 10 năm 1999 | Kitt Peak                          | Spacewatch             |
| 22965 -                | 1999 UX40    | 16 tháng 10 năm 1999 | Socorro                            | LINEAR                 |
| 22966 -                | 1999 UM45    | 31 tháng 10 năm 1999 | Catalina                           | CSS                    |
| 22967 -                | 1999 VK4     | 1 tháng 11 năm 1999  | Catalina                           | CSS                    |
| 22968 -                | 1999 VB5     | 5 tháng 11 năm 1999  | Đài thiên văn Zvjezdarnica Višnjan | K. Korlević            |
| 22969 -                | 1999 VD6     | 5 tháng 11 năm 1999  | Oizumi                             | T. Kobayashi           |
| 22970 -                | 1999 VT8     | 8 tháng 11 năm 1999  | Fountain Hills                     | C. W. Juels            |
| 22971 -                | 1999 VY8     | 9 tháng 11 năm 1999  | Fountain Hills                     | C. W. Juels            |
| 22972 -                | 1999 VR12    | 11 tháng 11 năm 1999 | Fountain Hills                     | C. W. Juels            |
| 22973 -                | 1999 VW16    | 2 tháng 11 năm 1999  | Kitt Peak                          | Spacewatch             |
| 22974 -                | 1999 VN21    | 12 tháng 11 năm 1999 | Đài thiên văn Zvjezdarnica Višnjan | K. Korlević            |
| 22975 -                | 1999 VR23    | 14 tháng 11 năm 1999 | Fountain Hills                     | C. W. Juels            |
| 22976 -                | 1999 VY23    | 13 tháng 11 năm 1999 | Kashihara                          | F. Uto                 |
| 22977 -                | 1999 VF24    | 15 tháng 11 năm 1999 | Fountain Hills                     | C. W. Juels            |
| 22978 Nyrölä           | 1999 VO24    | 14 tháng 11 năm 1999 | Nyrola                             | Nyrola                 |
| 22979 -                | 1999 VG25    | 13 tháng 11 năm 1999 | Oizumi                             | T. Kobayashi           |
| 22980 -                | 1999 VL27    | 3 tháng 11 năm 1999  | Catalina                           | CSS                    |
| 22981 Katz             | 1999 VN30    | 3 tháng 11 năm 1999  | Socorro                            | LINEAR                 |
| 22982 Emmacall         | 1999 VB31    | 3 tháng 11 năm 1999  | Socorro                            | LINEAR                 |
| 22983 Schlingheyde     | 1999 VY34    | 3 tháng 11 năm 1999  | Socorro                            | LINEAR                 |
| 22984 -                | 1999 VP36    | 3 tháng 11 năm 1999  | Socorro                            | LINEAR                 |
| 22985 -                | 1999 VY48    | 3 tháng 11 năm 1999  | Socorro                            | LINEAR                 |
| 22986 -                | 1999 VX50    | 3 tháng 11 năm 1999  | Socorro                            | LINEAR                 |
| 22987 Rebeckaufman     | 1999 VO53    | 4 tháng 11 năm 1999  | Socorro                            | LINEAR                 |
| 22988 Jimmyhom         | 1999 VN58    | 4 tháng 11 năm 1999  | Socorro                            | LINEAR                 |
| 22989 Loriskopp        | 1999 VY61    | 4 tháng 11 năm 1999  | Socorro                            | LINEAR                 |
| 22990 Mattbrenner      | 1999 VA62    | 4 tháng 11 năm 1999  | Socorro                            | LINEAR                 |
| 22991 Jeffreyklus      | 1999 VX62    | 4 tháng 11 năm 1999  | Socorro                            | LINEAR                 |
| 22992 Susansmith       | 1999 VR65    | 4 tháng 11 năm 1999  | Socorro                            | LINEAR                 |
| 22993 Aferrari         | 1999 VX65    | 4 tháng 11 năm 1999  | Socorro                            | LINEAR                 |
| 22994 Workman          | 1999 VH66    | 4 tháng 11 năm 1999  | Socorro                            | LINEAR                 |
| 22995 Allenjanes       | 1999 VM67    | 4 tháng 11 năm 1999  | Socorro                            | LINEAR                 |
| 22996 De Boo           | 1999 VP70    | 4 tháng 11 năm 1999  | Socorro                            | LINEAR                 |
| 22997 -                | 1999 VT70    | 4 tháng 11 năm 1999  | Socorro                            | LINEAR                 |
| 22998 Waltimyer        | 1999 VY70    | 4 tháng 11 năm 1999  | Socorro                            | LINEAR                 |
| 22999 Irizarry         | 1999 VS81    | 5 tháng 11 năm 1999  | Socorro                            | LINEAR                 |
| 23000 -                | 1999 VU87    | 7 tháng 11 năm 1999  | Socorro                            | LINEAR                 |